# Альберто Консальви, Симон
Симон Альберто Консальви (исп. Simón Alberto Consalvi; 7 июля 1927, Санта-Крус-де-Мора, Венесуэла — 11 марта 2013, Каракас, Венесуэла) — венесуэльский государственный деятель и дипломат, министр иностранных дел (1977—1979, 1985—1988).

## Биография
Окончил факультет журналистики Центрального университета Венесуэлы. Впоследствии окончил факультет международных и общественных отношений Колумбийского университета (США).
В 1950 г. вступил в ряды подпольной молодёжного крыла политической партии «Демократическое действие». Которая вела активную борьбу с режимом президента Переса Хименеса.
- 1955 г. — был вынужден эмигрировать на Кубу, провел несколько месяцев в местной тюрьме во время правления Фульхенсио Батисты
- 1958 г. — возвращается на родину после свержения диктатуры Хименеса
- 1959—1964 гг. — депутат Национального конгресса
- 1961—1963 гг. — посол в Югославии
- 1965—1966 гг. — директор Центрального Управления информации
- 1968 г. — основал государственное издательство Monte Ávila Editores. В течение девятнадцати лет был директором Национального института культуры и искусств (INCIBA)
- 1974—1977 гг. — постоянный представитель Венесуэлы в ООН
- 1977—1979 и 1985—1988 гг. — министр иностранных дел
- 1984—1985 гг. — глава администрации президента Венесуэлы
- 1988—1989 гг. — министр внутренних дел
- 1989—1994 гг. — посол Венесуэлы в США
- 1997 г. — председатель Комиссии по иностранным отношениям Консультативного комитета Национального конгресса. Затем активно занимался журналисткой и писательской деятельностью
- 2005 г. возглавлял венесуэльскую Биографическую библиотеку, издающую книги о выдающихся людях Венесуэлы
- 2008 г. наряду с другими интеллектуалами был учредителем движения 2 D

## Внешние ссылки
- Contra el olvido: Conversaciones con Simón Alberto Consalvi